# Slow Dazzle (hudební skupina)
Slow Dazzle byla americká rocková skupina, kterou založili Shannon McArdle a Timothy Bracy, oba členové skupiny The Mendoza Line. Svůj název si zvolila podle alba Slow Dazzle velšského hudebníka Johna Calea. První album nazvané The View from the Floor kapele vydalo hudební vydavatelství Misra Records a vedle sedmi autorských písní se zde nachází také „Anthem“ od Leonarda Cohena. Přestože skupina plánovala vydat i druhé album, nestalo se tak.

## Diskografie
- The View from the Floor (2005)